# Grooveshark
A Grooveshark egy 2007-ben létrehozott webalapú zenei streamingszolgáltatás, melynek tulajdonosa és üzemeltetője az Escape Media Group. A regisztrált felhasználó zeneszámokat is feltölthet, megoszthat, weboldalakba illeszthet.
A Grooveshark üzleti modelljének jogszerűsége – amely lehetővé tette a felhasználók számára, hogy feltölthessenek jogvédett zenét – továbbra is meghatározatlan. A cég megnyerte a Universal Music Grouppal folytatott pert, amely az 1972 előtti felvételek használata miatt indult el. A Groovesharkot ezen kívül beperelte szerzői jogsértések miatt az EMI Music Publishing, a Sony Music Entertainment és a Warner Music Group is, illetve az Apple és a Facebook is eltávolította a Grooveshark alkalmazást a iOS App Store és a Facebook platformról. Azonban a Grooveshark app elérhető volt például a Cydián, a Google Playen és BlackBerry Worldön is.
2015. április 30-án a Grooveshark a jogvédők nyomására leállította szolgáltatásait.

## Vége
Dear music fans, 
Today we are shutting down Grooveshark...
April 30, 2015